# Kenbak-1
Kenbak-1 је кућни рачунар, производ фирме Kenbak Computer Company који је почео да се израђује у Сједињеним Америчким Државама током 1971. године.
Користио је само TTL логичка кола као централни микропроцесор а RAM меморија рачунара Kenbak-1 је имала капацитет од 256 бајтова у помјерачким регистрима.

## Детаљни подаци
Детаљнији подаци о рачунару Kenbak-1 су дати у табели испод.
|                       |                                      |
| [ 1 ]                 |                                      |
| Произвођач            |                                      |
| Тип                   | кућни рачунар                        |
| Меморија              | 256 бајтова у помјерачким регистрима |
| Поријекло             | Сједињене Америчке Државе            |
| Година                | 1971                                 |
| Тастатура             | тастери само на предњем панелу       |
| Процесор              | само ТТЛ кола                        |
| Фреквенција процесора | approx 1                             |
| RAM                   | 256 бајтова у помјерачким регистрима |
| ROM                   |                                      |
| Текст                 | нема                                 |
| Графика               | нема                                 |
| Боја                  | нема                                 |
| Звук                  | нема                                 |
| Димензије             |                                      |
| Портови               |                                      |
| Оперативни систем     |                                      |